# Marsat El Hadjadj
Marsat El Hadjadj è un comune dell'Algeria, situato nella provincia di Orano.